# Bush Barrow

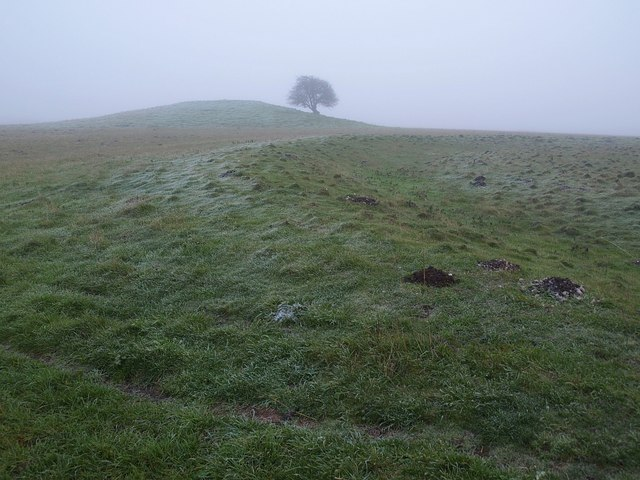
Bush Barrow

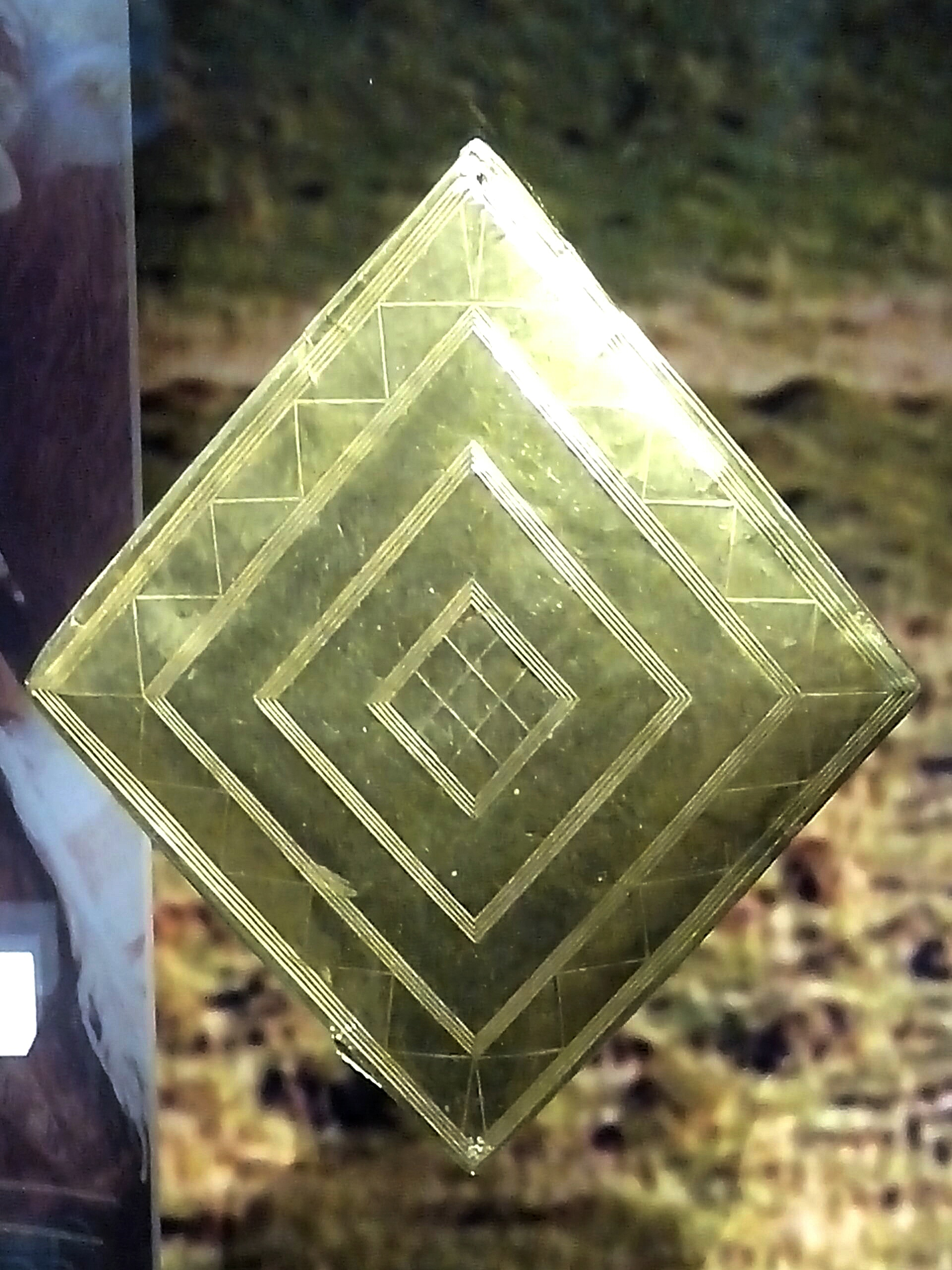
Rautenförmige goldene Platte mit linear-geometrischen Motiven vom Bush Barrow

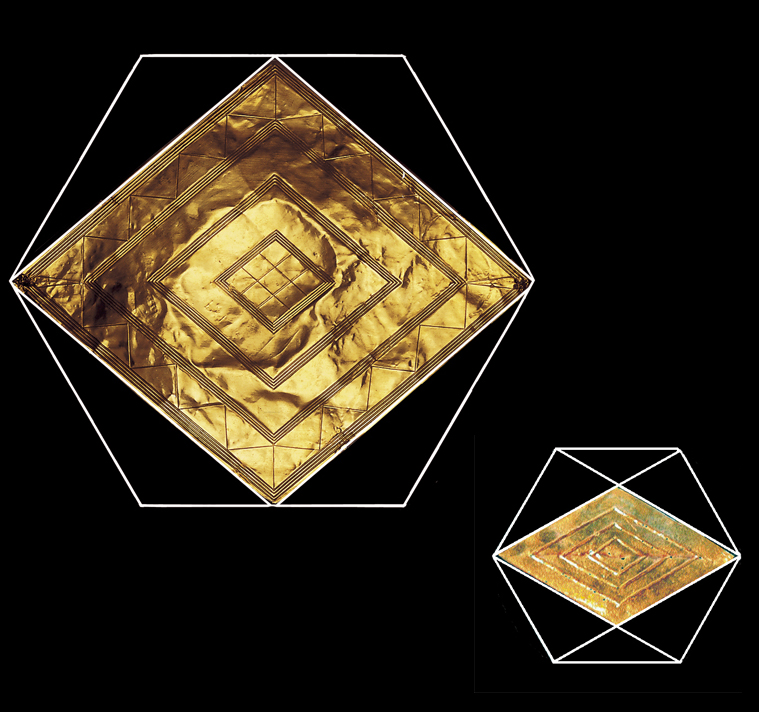
Beide Platten aus Bush Barrow

Der Bush Barrow (Wilsford G5) ist ein ca. 4000 Jahre alter frühbronzezeitlicher Grabhügel der Wessex-Kultur in der Normanton-Down-Gruppe, unweit von Stonehenge. Viele Fundstücke liegen jetzt im Wiltshire Museum in der Stadt Devizes in der Grafschaft Wiltshire im Vereinigten Königreich.

## Fundgeschichte
Richard Colt Hoare (1758–1838), der die Grabung finanziert hatte, publizierte den Fund in dem im Jahr 1812 erschienenen Buch Ancient history of south Wiltshire, wobei er sich weitgehend auf den Grabungsbericht von William Cunnington stützte. Dieser bewahrte die Funde im Moss House auf seinem Besitz in Heytesbury (Wiltshire) auf. Dort waren die Funde aus seinen Grabungen nach Fundorten geordnet. Nach Cunningtons Tod (1810) wurde die Sammlung im Jahr 1818 für 200 £ an Hoare verkauft. Nach Hoares Tod blieb die Sammlung ca. 40 Jahre lang vernachlässigt.
Im Jahr 1878 wurde die Sammlung an das fünf Jahre zuvor gegründete Wiltshire Museum ausgeliehen. Fünf Jahre später (1883) hat die Wiltshire Archaeological and Natural History Society mit Spendenmitteln für 250 £ die Sammlung gekauft. Im Jahr 1922 wurde die Bush-Barrow-Raute an das British Museum ausgeliehen und dort restauriert; das Ergebnis der Restaurierung ist nicht unumstritten.

## Grabhügel
Der Grabhügel hat einen Durchmesser von etwa 40 m, ist etwa 3 m hoch und hat eine abgeflachte Spitze. Die Ausgräber William Cunnington, John Parker und Stephen Parker fanden im September des Jahres 1808 die Überreste eines großen, ausgestreckt liegenden Mannes (Nord-Süd orientiert) auf der alten Oberfläche. Die Bestattung ist auf die Zeit von 1900 bis 1700 v. Chr. datiert worden.

## Grabbeigaben
Joan J. Taylor hat die Vermutung geäußert, dass die Goldobjekte aus den Gräbern im Bush Barrow, Upton Lovell, Manton, Clandon Barrow und Wilsford G8 von demselben Goldschmied erstellt wurden.

### Goldbleche
Unter den Grabbeigaben hervorzuheben sind zwei mit exakt gearbeiteten linear-geometrischen Motiven verzierte rautenförmige Bleche aus Gold; beide Bleche lassen sich in Sechsecke einfügen.
- Das größere Goldblech war ein Brustschmuck (diese Schlussfolgerung wird durch die Fundposition auf dem Skelett gestützt) und hat eine Länge von 185 mm; die Breite beträgt 156 mm, die Höhe 5 mm bei einer Blechdicke von nur 0,5 mm und war ursprünglich vielleicht auf einem Holzobjekt angebracht. Es zeigt ein auf Dreiecken basierendes Zickzack-Muster sowie Rauten im Innern und hat vier Löcher, die vermutlich zur Befestigung dienten. Die Vermutung liegt nahe, dass die Ritzungen nicht freihändig ausgeführt wurden; vielmehr waren sowohl ein exakt gerades Werkzeug als auch eine Art Längenmaß vonnöten.
- Das kleinere Goldblech zeigt mehrere ineinander gefügte Rauten, die je nach Blickwinkel wie Quadrate wirken.

Ein ähnliches, im Jahr 1882 in der Nähe von Maiden Castle in Dorchester (Dorset) gefundenes Goldblech ist die Clandon-Barrow-Raute; die jedoch insgesamt gröber gearbeitet ist.

### Gürtelhaken
Ein neben dem rechten Arm des Skeletts gelegener verzierter Gürtelhaken aus dünnem Goldblech (0,025–0,05 mm) wurde vermutlich nie benutzt.

### Dolche
Drei Bronzedolche, davon einer mit einem durch ca. 140.000 winzige Goldnägel verzierten Holzgriff, wurden namensgebend für die Dolche des Typs Bush Barrow, die denen des Typs Camerton-Snowshill vorausgehen. Sie sind dreieckig, entweder flach oder mit Mittelrippe. Sechs Nieten verbinden den Dolch mit dem Griff. Sie haben Parallelen in der Bretagne (Kernonen, Département Finistère) und in der Aunjetitzer Kultur (Oder-Elbe-Gruppe). Sie gehören zu den Typen Armorico-Britisch A und B nach Sabine Gerloff. Der dritte Dolch konnte nur noch in Bruchstücken geborgen werden und ist nicht erhalten.

### Sonstige Fundstücke
- Eine Keule mit einem Bronzebeschlag, Knochenverzierungen und vielen kleinen Ringen (heute verloren).
- Ein Randleistenbeil aus Kupfer des Typs Ballyvalley (Needham Typ V), der hauptsächlich in Irland vorkommt.[8] Es lag in der Nähe des Kopfes.
- Ein Zepter aus Bein (Knochen).